# Nyborg Fjord
Nyborg Fjord er en dansk fjord der går fra Storebælt ind til byen Nyborg, afgrænset mod nord af halvøen Knudshoved, med Slipshavn på den sydøstlige spids. I bunden af fjorden, mod nordvest, ligger Nyborg, hvor der tidligere (indtil 1997) var færgehavn for DSB's jernbanefærger og Vognmandsruten over Storebælt. Syd for Nyborg ved Holckenhavn Bugt, der mod nord af afgrænses Avernakke Hage, og hvor herregården Holckenhavn ligger mod syd, går Holckenhavn Fjord cirka 2,5 kilometer mod vest, hvor Vindinge Å og Ørbæk har deres udløb i bunden; I middelalderen var Holckenhavn Fjord og et stykke af Vindinge Å sejlbar. Bugten er op til 12 meter dyb, men med flere lavvandede sandgrunde; den er knap 4 km. lang, og omkring 2 kilometer bred.
55°17′53″N 10°47′53″Ø / 55.29806°N 10.79806°Ø